# Greater Western Sydney Football Club

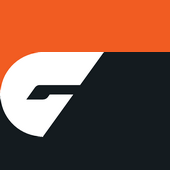
Logo del Equipo

El Greater Western Sydney Football Club, apodado los Giants o Gigantes, y comúnmente conocido como GWS Giants o simplemente GWS, es un club de fútbol australiano profesional con sede en Sydney Olympic Park, que representa la región metropolitana occidental de Sídney, Nueva Gales del Sur y los pueblos aledaños hasta llegar a Canberra en el Territorio de la Capital Australiana (ACT).
Los Gigantes compiten en la Liga Australiana de Fútbol (AFL) y entraron a la liga en 2012 como el decimoctavo club activo de la competencia. El club entrena en el WestConnex Center en las instalaciones del parque olímpico  y juega la mayoría de los partidos en casa en el Sydney Showground Stadium, también ubicado dentro del recinto del Olympic Park. Además, juega cuatro partidos en casa por temporada en Manuka Oval en Canberra como parte de un acuerdo con el gobierno de ACT .
Los Gigantes comenzaron a competir en la AFL en marzo de 2012. A pesar de luchar inicialmente en la competencia y reclamar dos cucharas de madera consecutivas, el club llegó a la final por primera vez en 2016 y se clasificó para su primera Gran Final en 2019, donde fueron derrotados por Richmond por 89 puntos.
Los Gigantes operan otros tres equipos fuera de la AFL. El club ha alineado un equipo en la liga femenina AFL desde 2017 y un equipo de reserva en la Victorian Football League (VFL) desde 2021; este último participó en la Liga de Fútbol del Noreste de Australia hasta que esa competencia se disolvió en 2020. Un equipo de netball, conocido como Giants Netball, compite en la Liga Nacional de Netball .

## Palmarés
- Australian Football League: 0 Subcampeón (2019)